# Napothera
Napothera és un gènere d'ocells que ha patit recents reubicacions taxonòmiques. Fins fa poc classificat a la família dels timàlids (Timaliidae), actualment el COI el situa als pel·lornèids (Pellorneidae). Aquest gènere va ser ampliat per incloure espècies anteriorment assignades a Rimator i Jabouilleia (Cai et al. 2019).

## Taxonomia
Segons la classificació del Congrés Ornitològic Internacional (versió 15.1, 2025) el present gènere està format per 6 espècies:
- Napothera epilepidota - turdina celluda.
- Napothera malacoptila - turdina becuda bruna.
- Napothera albostriata - turdina becuda de Sumatra.
- Napothera pasquieri - turdina becuda gorjablanca.
- Napothera naungmungensis - turdina becuda de Naung Mung.
- Napothera danjoui - turdina becuda d'Indoxina.